# Pierre Arthapignet
Pas d'image ? Cliquez ici

a Compétitions nationales et continentales officielles uniquement.

b Matchs officiels uniquement.
Pierre Harislur-Arthapignet (né le 2 avril 1963 à Mauléon-Licharre) est un joueur français de rugby à XV.

## Biographie
Pierre Arthapignet a joué avec l'équipe de France et avec le Stadoceste tarbais au poste de troisième ligne centre. 

## Carrière de joueur

### En club
- SA Mauléon
- Stadoceste tarbais

### En équipe nationale
Il a disputé un test match le 11 novembre 1988 contre l'équipe d'Argentine. Il a aussi disputé un match avec le XV de France contre le Paraguay en 1988.

## Palmarès
- Championnat de France de première division :
  - Vice-champion (1) : 1988

## Statistiques en équipe nationale
- Sélection en équipe nationale : 1 en 1988
- International junior